# Yabu, Hyōgo
Yabu (japanska: 養父市 ?, Yabu-shi) är en stad i Hyōgo prefektur i Japan. Staden fick stadsrättigheter 2004.